# سادکو

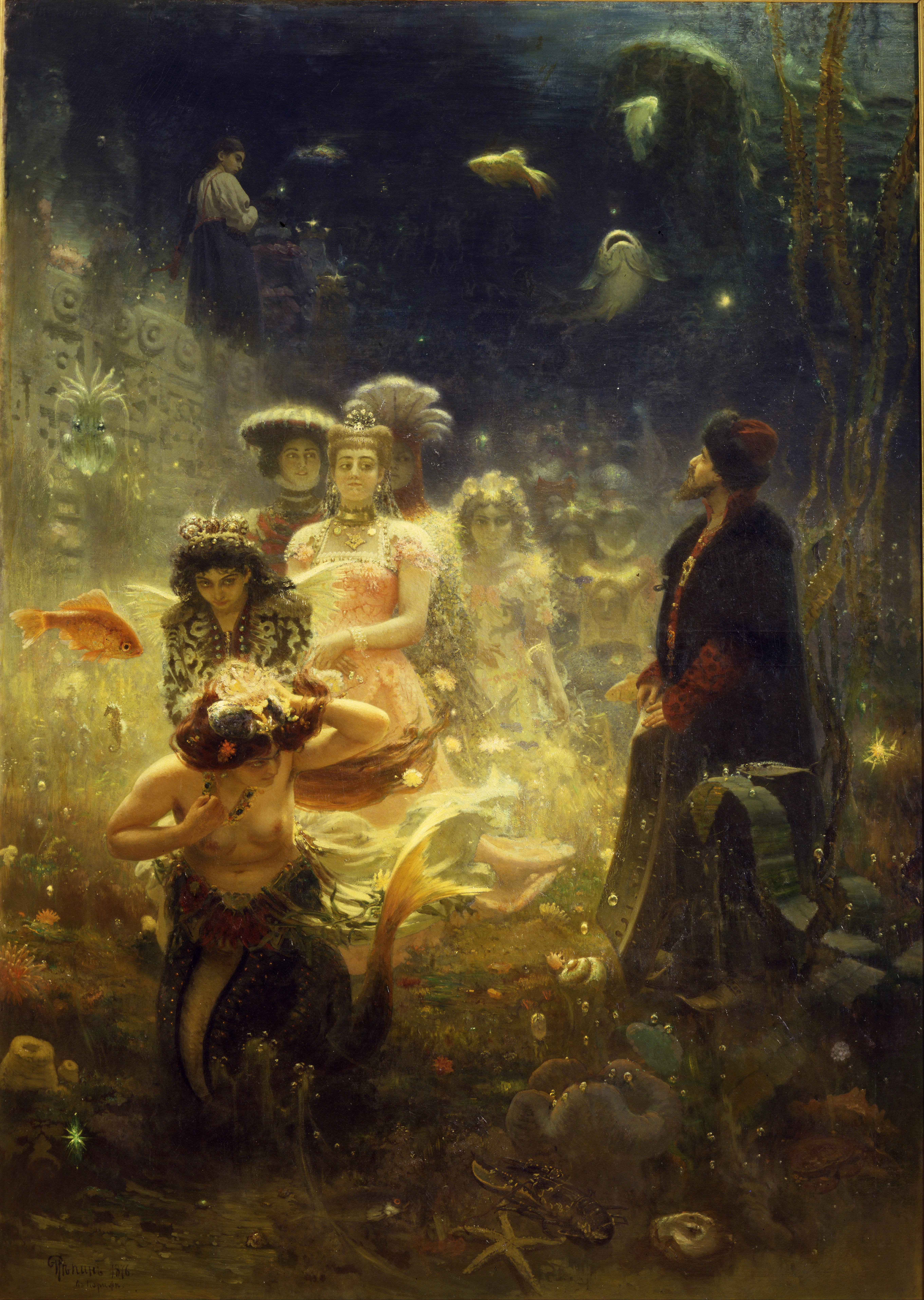
سادکو در قلمرو پادشاهی جهان زیردریا، تزار دریا یکی از سی دختر خود را برای ازدواج به سادکو پیشنهاد می‌کند. نیکلاس قدیس به او هشدار می‌دهد زشت‌ترین دختر را برگزیند. اثر ایلیا رپین، موزهٔ دولتی روسیه.

سادکو (به روسی: Садко)، یکی از شخصیت‌های اصلی در حماسهٔ قرون وسطی اسلاوهای شرقی و روسی بایلینا است. سادکو فردی فقیر، ماجراجو، تاجر و نوازندهٔ ساز گاسلی اهل نووگورود است که در سواحل دریاچهٔ ایلمن زندگی می‌کند. داستان سادکو یکی از کهن‌ترین حماسه‌های فرهنگ روسی است. سه سرود دربارهٔ سادکو بسیار قابل توجه است، چرا که آن‌ها تنها حماسه روسی به‌شمار می‌روند که در آن قهرمان اصلی عازم سفری به جهان دیگر می‌شود. حماسه سادکو از سه بخش متناوب بین دنیای واقعی و فانتزی روایت می‌شود؛ در بخش اول نوازندهٔ فقیر گاسلی تبدیل به یک تاجر ثروتمند می‌شود، سادکوی ثروتمند شرط می‌بندد که قادر به خرید تمام کالاها و محصولات در نووگورود است و بخش سوم سادکو به سفرهای تجاری می‌پردازد و به قلمروی تزار دریاها رفته و در نهایت به خانه بازمی‌گردد.

## خلاصه افسانه
سادکو در یکی از روزها توسط ساز گاسلی در حال نواختن موسیقی بسیار زیبایی برای گیاهان، گل‌ها، پرنده‌ها و ماهی‌ها بود به طوری که طبیعت نیز نسبت به او واکنش نشان می‌داد. زمانی که اجرای او به پایان رسید، تزار دریاچه که مجذوب صدای ساز او شده بود، سر از امواج آب بیرون آورد و به عنوان پاداش با گفتن رازی تشویقش می‌کند که با تجار نووگورود شرط ببندد در آب دریاچه یک گونه ماهی طلایی صید خواهد کرد.
سادکو شرط را می‌برد، با استفاده از پول‌های برده یک ناوگان دریایی تشکیل می‌دهد، و خود به یک تاجر تبدیل می‌شود. او به مدت ۱۲ سال با ناوگان تجاری خود متشکل از ۳۰ کشتی دریاها را درنوردید، اما از یاد می‌برد که به تزار دریاچه تشکری بدهکار است. سپس یک روز که از یک مأموریت تجاری موفق با کشتی‌های پر از طلا، نقره و مروارید بازمی‌گردد، ناگهان کشتی‌هایش از حرکت بازمی‌مانند. سادکو متوجه می‌شود که این بداقبالی نتیجهٔ عدم احترام و تشکر به تزار دریا است. او در ابتدا بشکه‌ای نقره را به دریا انداخت، اما نتیجه‌ای در برنداشت، حتی یک بشکه طلا و مروارید نیز دیگر نمی‌تواند دل پادشاه دریا را بدست آورد. سپس این تاجر ثروتمند پیشنهاد می‌کند که به قید قرعه مشخص کنند کدام یک از ملوانان باید قربانی شوند و با مهارت طوری ترتیب کار را می‌دهد که قرعه به نام او نیفتد. تمام خدمه کشتی از جمله خودش، باید نام خود را بر روی قطعه چوبی حکاکی می‌کرد و آن را به دریا می‌انداخت. قطعه چوب شخصی که به زیر آب رود گناهکار محسوب می‌شود و به منظور نجات کشتی باید خود را پیشکش تزار دریا کند.
سادکو که قصد غرق شدن نداشت، پری را جایگزین قطعه چوب خود کرد، اما پر به زیر آب فرورفت و حقهٔ او نمی‌گیرد و سادکو در می‌یابد که سرنوشتش رقم خورده‌است. «من ۱۲ سال بر دریا راندم و در این مدت هیچ باج یا عوارضی به تزار دریا ندادم. من در دریای آبی خوالینسک نان و نمک نینداختم. اکنون مرگ برای بردن سادکو آمده‌است.» او بر ترس از مرگ غلبه کرده، گاسلی خود را برمی‌دارد و خود را پیشکش دریا می‌کند. هنگامی که سرانجام به اعماق دریا و قصر پادشاه و ملکهٔ آب‌ها می‌رسد ناگزیر می‌شود به عنوان مجازات گاسلی بنوازد تا ایزد دریا برقصد؛ رقصی که توفان‌های مهیب در پی دارد و در آن بسیاری از کشتی‌ها و ملوانان روسی غرق می‌شوند. نیکلاس قدیس که از این کشتار بی‌معنای ارواح راست آیین خشمگین است، با مداخلهٔ معجزه‌آسای خود به سادکو اندرز می‌دهد که زه‌های گاسلی را پاره کند تا اوضاع به حالت عادی برگردد. بار دگر تزار دریا به عنوان پاداش نواختن موسیقی زیبا، به سادکو زیباترین پری دریایی قلمرو دریاها را پیشنهاد کرد. سادکو نیز بر طبق مشاوره با نیکلاس قدیس که به او هشدار می‌دهد زشت‌ترین دختر را برگزیند، آخرین دوشیزه در خط را انتخاب کرد و در کنارش به خواب فرورفت. وقتی بیدار شد خود را در ساحل و در کنار همسرش یافت.